# Gilles Durupt
Gilles Durupt, né à Nancy en 1956, est un photographe français de beauté et portrait.

## Biographie
Dans les années 1980, il collabore au journal underground Façade avant de travailler avec le magazine ELLE. Il travaille avec plusieurs magazines féminins français dont Madame Figaro et Votre beauté ainsi qu'avec des journaux étrangers, en Italie notamment.
En 1990, il réalise la campagne d'affichage de SOS Racisme « On aime tous le même pays ».